# Zhang Weihong
Zhang Weihong (forenklet kinesisk: 张维红; traditionel kinesisk: 張維紅; pinyin: Zhāng Wéihóng, født 31. januar 1963 i Yangquan, Shanxi) er en tidligere kvindelig kinesisk håndboldspillerspiller som deltog under Sommer-OL 1984 og Sommer-OL 1988.
I 1984 var hun med på de kinesiske håndboldlandshold som vandt en bronzemedalje. Hun spillede i alle fem kampe og scorede tre mål.
Fire år senere var hun med på de kinesiske hold som kom på en sjetteplads. Hun spillede i alle fem kampe og scorede ti mål.